# Sinh vật hoang dã ở Afghanistan
Afghanistan từ lâu đã được biết đến với sự phong phú và đa dạng của nó về sinh vật hoang dã, như được ghi lại trong (tiếng Ba Tư: بابر نامہ, "Hồi ký của Babur") của Baburnama. Nhiều động vật có vú lớn trong nước được Liên minh Bảo tồn Thiên nhiên Quốc tế (IUCN) phân loại là bị đe doạ toàn cầu. Chúng bao gồm báo tuyết, cừu Marco Polo, hươu xạ Siberia, Sơn dương núi Pakistan, Cừu núi Trung Á và gấu ngựa. Các loài thú khác là Dê núi Alps, sói xám, và gấu nâu, Linh cẩu vằn và rất nhiều loài chim ăn thịt. Phần lớn cừu Marco Polo và Dê núi Alps đang bị săn trộm để lấy thịt, trong khi đó sói, báo tuyết và gấu đang bị giết để phòng ngừa thiệt hại. Tuy nhiên, các loại lông này đang được bán cho các nhân viên cứu trợ và quân lính nước ngoài làm quà lưu niệm ở thị trường địa phương.
Một con báo đã được ghi nhận bởi một cái bẫy camera ở Bamyan vào năm 2011. Cuộc xung đột kéo dài trong cả nước đã ảnh hưởng xấu đến cả loài ăn thịt và các con mồi, để con số trong nước được coi là nhỏ và bị đe dọa nghiêm trọng. Từ năm 2004 đến năm 2007, tổng cộng có 85 da báo đã được chào hàng trên các chợ ở Kabul . Không có các ghi nhận đương đại đối với bất kỳ loài mèo nhỏ hơn có mặt ở trong nước, tất cả chúng đều bị đe dọa vào những năm 1970 do sự săn bắt bừa bãi, sự cạn kiệt mồi và môi trường sống bị tàn phá.

## Đe dọa
Đối với đa số người dân Afghanistan, tài nguyên thiên nhiên là nguồn sinh kế của họ và là nền tảng cho sự tồn tại của họ. "Hầu như toàn bộ diện tích mặt đất của Afghanistan đã được sử dụng trong nhiều thế kỷ - cho dù là đối với nông nghiệp địa phương hoặc, trên cơ sở rộng hơn, cho chăn nuôi gia súc, thu hái và săn bắn", ông Pekka Haavisto, Chủ tịch Nhóm Đặc nhiệm Afghanistan của Chương trình Môi trường Liên Hợp Quốc (UNEP) và cựu Bộ trưởng Môi trường Phần Lan. Năm 2003, Báo cáo Đánh giá Môi trường Sau xung đột cho thấy chiến tranh ở đất nước đã làm suy thoái môi trường như thế nào. Báo cáo một phần cũng tập trung vào việc giảm đáng kể động vật hoang dã do săn trộm, và vạch ra cách để đáp ứng những mối đe dọa này.
Với năm triệu người nước ngoài trở về từ năm 2002 đến năm 2014, áp lực lên nguồn tài nguyên thiên nhiên của Afghanistan sẽ tăng lên hơn nữa. Báo cáo của UNEP cho thấy rõ ràng rằng khôi phục lại môi trường thiên nhiên phải đóng một vai trò quan trọng trong nỗ lực tái thiết Afghanistan.

## Động vật hoang dã tuyệt chủng

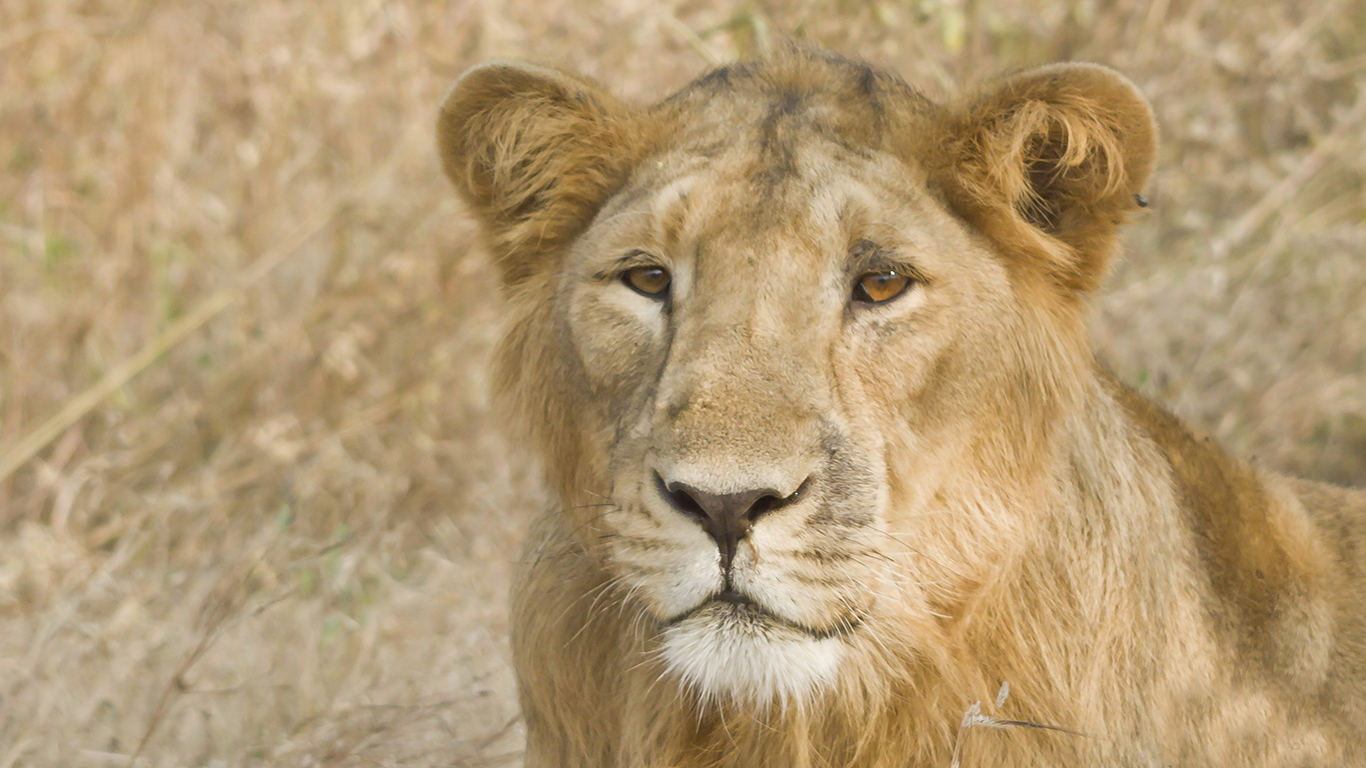
Một sư tử châu Á gần trưởng thành ở Gir Forest, Ấn Độ.

Báo săn châu Á được coi là không còn có ở Afghanistan từ những năm 1950.
Hổ Ba Tư đã từng xuất hiện dọc theo thượng lưu sông Hari Rud gần Herat đến những khu rừng ở hạ lưu sông cho đến những năm đầu của thập kỷ 70.
Không chắc chắn là sự hiện diện lịch sử của sư tử châu Á trong nước, vì các ghi chú địa phương không được biết đến. Nó được cho là có mặt ở phía tây nam và nam Afghanistan. Tháng 3 năm 2017, các lính biên phòng đã bắt và tịch thu sáu con sư tử trắng gần Kandahar ở biên giới tới Pakistan. Nguồn gốc của sư tử lúc đầu không rõ ràng , nhưng Tư lệnh Cảnh sát Biên phòng Ne'mullah Haidari nói rằng chúng đến từ Phi Châu. Vào tháng 4 năm 2017, bốn chú sư tử được đưa tới vườn thú ở Kabul. Hai sư tử kia vẫn còn ở tỉnh Kandahar.